# Hurd Ice Cap
Hurd Ice Cap är en glaciär i Antarktis. Den ligger på Livingston Island i Sydshetlandsöarna, där den täcker de centrala delarna av Hurd Peninsula. Argentina, Chile och Storbritannien gör anspråk på området. Hurd Ice Cap ligger 375 meter över havet.
Terrängen runt Hurd Ice Cap är varierad. Havet är nära Hurd Ice Cap åt sydväst. Trakten är glest befolkad. Närmaste befolkade plats är St. Kliment Ohridski Base, 5,5 kilometer norr om Hurd Ice Cap.